# Encephalartos pterogonus
Encephalartos pterogonus  (лат.) — вечнозелёное древовидное растение рода Энцефаляртос (Encephalartos).
Ствол 1,5 м высотой, 40 см диаметром. Листья длинночерешковые 100-150 см, светло- или ярко-зелёные, высокоглянцевые; хребет зелёный, прямой, жесткий; черенок прямой, с 1-6 шипами. Листовые фрагменты ланцетные; средние - 15-18 см длиной, 20-25 мм в ширину. Пыльцевые шишки 2-3, узко яйцевидные, зелёные, длиной 30-38 см, 9-11 см диаметром. Семенные шишки 2-3, яйцевидные, зелёные, длиной 30-40 см, 16-18 см диаметром. Семена продолговатые, длиной 30-35 мм длиной, шириной 20-23 мм, саркотеста красная или оранжевая.
Этот вид ограничен горой Мрувере в провинции Маника в Мозамбике. Встречается на высоте от 700 до 1000 м над уровнем моря. Растения произрастают на горах с гранитными выходами в пределах или вблизи лесных массивов.
Этот вид сильно пострадал из-за чрезмерного сбора для декоративных целей. Малый диапазон и небольшая популяция этого вида означает, что могут быть нарушены репродуктивные функции.